# Chicago Women's Open 2021
Chicago Women's Open 2021 là một giải quần vợt nữ diễn ra ở Chicago, Illinois, là một phần của WTA Tour 2021. Giải đấu thi đấu trên mặt sân cứng và diễn ra một tuần trước Giải quần vợt Mỹ Mở rộng 2021. Đây là lần đầu tiên sau năm 1997 một giải WTA diễn ra ở Chicago.

## Nội dung đơn

### Hạt giống
| Quốc gia | Tay vợt             | Xếp hạng1 | Hạt giống |
| -------- | ------------------- | --------- | --------- |
| UKR      | Elina Svitolina     | 6         | 1         |
| ITA      | Camila Giorgi       | 33        | 2         |
| ROU      | Sorana Cîrstea      | 38        | 3         |
| SLO      | Tamara Zidanšek     | 40        | 4         |
| CZE      | Markéta Vondroušová | 41        | 5         |
| SUI      | Viktorija Golubic   | 47        | 6         |
| FRA      | Kristina Mladenovic | 54        | 7         |
| UKR      | Marta Kostyuk       | 56        | 8         |
| FRA      | Alizé Cornet        | 57        | 9         |

- Bảng xếp hạng vào ngày 16 tháng 8 năm 2021.

### Vận động viên khác
Đặc cách:
- Françoise Abanda
- Katherine Sebov
- Elina Svitolina
- Venus Williams

Vượt qua vòng loại:
- Ana Bogdan
- Zarina Diyas
- Quinn Gleason
- Aldila Sutjiadi

Thua cuộc may mắn:
- Clara Burel

### Rút lui
Trước giải đấu
- Camila Giorgi → thay thế bởi  Clara Burel
- Andrea Petkovic → thay thế bởi  Varvara Gracheva
- Elena Rybakina → thay thế bởi  Misaki Doi
- Ajla Tomljanović → thay thế bởi  Fiona Ferro

## Nội dung đôi

### Hạt giống
| Quốc gia | Tay vợt           | Quốc gia | Tay vợt         | Xếp hạng1 | Hạt giống |
| -------- | ----------------- | -------- | --------------- | --------- | --------- |
| USA      | Nicole Melichar   | NED      | Demi Schuurs    | 23        | 1         |
| TPE      | Chan Hao-ching    | TPE      | Latisha Chan    | 42        | 2         |
| UKR      | Nadiia Kichenok   | ROU      | Raluca Olaru    | 80        | 3         |
| UKR      | Lyudmyla Kichenok | JPN      | Makoto Ninomiya | 100       | 4         |

- Bảng xếp hạng vào ngày 16 tháng 8 năm 2021.

### Rút lui
Trước giải đấu
- Anastasia Potapova /  Heather Watson → thay thế bởi  Bárbara Gatica /  Rebeca Pereira

## Nhà vô địch

### Đơn
- Elina Svitolina đánh bại  Alizé Cornet, 7–5, 6–4.

### Đôi
- Nadiia Kichenok /  Raluca Olaru đánh bại  Lyudmyla Kichenok /  Makoto Ninomiya, 7–6(8–6), 5–7, [10–8].